# شوما میزوناگا
شوما میزوناگا (انگلیسی: Shoma Mizunaga؛ زادهٔ ۲۲ مهٔ ۱۹۸۵) بازیکن فوتبال اهل ژاپن است.